# منتخب جزر ماريانا الشمالية تحت 17 سنة لكرة القدم
منتخب جزر ماريانا الشمالية تحت 17 سنة لكرة القدم (بالإنجليزية: Northern Mariana Islands national under-17 football team) هو ممثل جزر ماريانا الشمالية الرسمي في المنافسات الدولية في كرة القدم في فئة كرة قدم تحت 17 سنة للرجال، يديريه اتحاد جزر ماريانا الشمالية لكرة القدم.